# Zakład Karny w Jastrzębiu-Zdroju
Zakład Karny w Jastrzębiu-Zdroju – jednostka typu półotwartego dla recydywistów, z oddziałem terapeutycznym dla skazanych uzależnionych od alkoholu oraz z oddziałem terapeutycznym dla skazanych uzależnionych od innych niż alkohol substancji psychoaktywnych. Zakład funkcjonuje od 8 kwietnia 1963 roku. Na mocy Zarządzenia Ministra Sprawiedliwości z dnia 31 stycznia 2024 r. został utworzony Oddział Zewnętrzny Zakładu Karnego w Jastrzębiu-Zdroju, który jest zakładem typu otwartego i przeznaczony jest dla mężczyzn, recydywistów penitencjarnych. Pojemność jednostki wynosi 30 miejsc.
Położony jest w północnej części miasta w sołectwie Szeroka.

## Struktura organizacyjna
- Dział Penitencjarny
- Dział Ochrony
- Dział Ewidencji
- Dział Kwatermistrzowski
- Dział Finansowy
- Dział Terapeutyczny dla osób uzależnionych od alkoholu
- Dział Terapeutyczny dla osób uzależnionych od innych niż alkohol substancji psychoaktywnych
- Zakład Opieki Zdrowotnej
- Dział Organizacyjno-Prawny

## Opis
Zgodnie z zarządzeniem Ministra Sprawiedliwości w sprawie określenia przeznaczenia zakładów karnych, Zakład Karny w Jastrzębiu-Zdroju przeznaczony jest dla skazanych recydywistów. Pojemność jednostki wynosi 1113 miejsca. Odbywają w niej karę zarówno osadzeni odbywający karę w systemie zwykłym, programowanego oddziaływania jak i terapeutycznym. Od roku 2003 w Zakładzie Karnym w Jastrzębiu-Zdroju funkcjonuje oddział terapeutyczny dla skazanych uzależnionych od alkoholu a od 2024 roku oddział dla skazanych uzależnionych od innych niż alkohol substancji psychoaktywnych. Jednostka jest zakładem typu półotwartego co wiąże się z większą „otwartością” zakładu na świat zewnętrzny, zarówno poprzez współpracę z organizacjami zewnętrznymi jak i realizacją zezwoleń na czasowe opuszczanie Zakładu Karnego przez samych osadzonych. 
Zakład Karny w Jastrzębiu-Zdroju powstał w roku 1963 jako Ośrodek Pracy Więźniów. Jego powstanie było ściśle związane z rozwojem przemysłu węglowego Górnego Śląska. W tym czasie skazani uczestniczyli w budowie kopalń węgla kamiennego oraz wielu innych obiektów przemysłowych rozsianych na terenie całego Śląska. Początkowo zakładano że jednostka istnieć będzie przez okres nie przekraczający 15 lat.
Skazani zatrudniani zarówno odpłatnie jak i nieodpłatnie świadczą pracę na rzecz lokalnych samorządów i prywatnych firm.  Jednostka położona jest w dzielnicy Szeroka niedaleko jednej z głównych ulic tego osiedla, ulicy J. Gagarina. Teren zakładu ma kształt prostokąta i obejmuje 7,26 ha. Zakład składa się z 8 pawilonów mieszkalnych przeznaczonych dla osadzonych, dwóch budynków administracyjnych oraz kilku budynków pomocniczych. Osadzeni mają dostęp do kaplicy, sali ekumenicznej oraz do świetlic.